# Garrison Rochelle
Garrison Gordon Rochelle, noto anche con lo pseudonimo di Freddy Dani (Dallas, 4 novembre 1955), è un ballerino, coreografo e insegnante statunitense naturalizzato italiano.

## Biografia
Nato nel 1955 in Texas, ha frequentato a Dallas la Southern Methodist University. La sua carriera artistica è iniziata come ballerino ed è poi proseguita in qualità di coreografo. Tra i musical più importanti in cui ha recitato e danzato è da citare Dancin', sotto la direzione di Bob Fosse, che lo ha portato in tournée in Europa.
Durante la tournée ha conosciuto Brian Bullard, con il quale ha formato il duo Brian & Garrison. Dal 2001 al 2018 ha ricoperto il ruolo di insegnante di danza moderna all'interno della scuola televisiva Amici di Maria De Filippi su Canale 5.
Nel 2005 ha condotto, assieme a Maria De Filippi e Kledi, diverse puntate del telegiornale satirico Striscia la notizia. Nel 2008 ha realizzato il videoclip Batticuore, con Mitch e Squalo.
È inoltre intensa la sua attività di insegnante tramite stage in Italia e nel resto d'Europa.

## Televisione
- Fantastico 4, dove ha ballato con Heather Parisi (Rai 1, 1983-1984)
- Risatissima (Canale 5, 1984-1985)
- Festivalbar (Italia 1, 1989-1990)
- Unomania, dove ha insegnato passi di danza a personaggi internazionali quali Uri Geller e Madonna (Italia 1, 1992-1994)
- La sai l'ultima? (sei edizioni) (Canale 5, 1992-1997)
- Sotto a chi tocca (tre edizioni) (Canale 5, 1996-1997)
- Buona Domenica con Maurizio Costanzo (Canale 5, 1998-2004)
- Saranno famosi/Amici di Maria De Filippi (Italia 1, 2001-2003; Canale 5, 2003-2018)
- Uomini e donne (Canale 5, 2004-2005)
- Striscia la notizia  (Canale 5, 2005)
- Il ballo delle debuttanti con Rita dalla Chiesa (Canale 5, 2009)
- Speciale Uomini e donne - Le Olimpiadi della TV (Canale 5, 2017) Giudice
- Performer Italian Cup (Rai 2, 2021-2024)

## Cinema
- Natale in India, regia di Neri Parenti (2003) - cameo

## Pubblicità
- Amaro Ramazzotti (1988)